# San Pedro Juchatengo
San Pedro Juchatengo là một đô thị thuộc bang Oaxaca, México. Năm 2005, dân số của đô thị này là 1618 người.